# Monte Vermiciano
Il Monte Vermiciano è un rilievo dei monti Ernici, nel Lazio, nella provincia di Frosinone, nel comune di Guarcino, dove si trova l'omonimo abisso, una delle grotte più estese del Lazio.